# Uri Yadin
Uri Yadin, geboren als Rudolf Otto Heinsheimer, (geboren 31. März 1908 in Baden-Baden; gestorben 29. November 1985 in Jerusalem) war ein deutsch-israelischer Jurist.

## Leben
Rudolf Otto Heinsheimer stammte aus einer deutschen Akademikerfamilie. Sein Vater Friedrich Heinsheimer (1873–1935) war Arzt, seine Mutter Emma Willstätter (1880–1957) wurde als Jüdin verfolgt und starb in New York City. Sein Onkel Karl Heinsheimer und sein Großvater Max Heinsheimer waren Heidelberger Rechtsprofessoren. Sein Bruder Hans Heinsheimer floh und wurde Musikverleger in den USA. Rudolf Heinsheimer emigrierte 1933 nach Palästina und heiratete 1934 die Kinderärztin Lea, die er während ihres Studiums in Deutschland kennengelernt hatte. Ihre Töchter sind die Lehrerin Ada (1936–1973) und die Historikerin Shulamit Volkov.
Heinsheimer studierte Rechtswissenschaften und wurde 1930 in Heidelberg promoviert. Er begann 1931 das Referendariat und war ab 1931 Assistent an der Juristischen Fakultät der Berliner Universität. Nach der Machtergreifung der Nationalsozialisten wurde er entlassen und erhielt ein Berufsverbot. Im März 1933 erreichte er Palästina und bestand dort unter der britischen Verwaltung 1934 ein Rechtsanwaltsexamen für Ausländer. Von 1934 bis 1936 arbeitete Heinsheimer als Law Clerk und eröffnete danach eine Anwaltspraxis. Nach Gründung des Staates Israel war er ab 1948 in der Generalstaatsanwaltschaft tätig, dort Abteilungsleiter für Gesetzgebung, ab 1949 Direktor für Planung im Rechtswesen im israelischen Justizministerium und ab 1958 stellvertretender Generalstaatsanwalt. 1949 änderte er seinen Namen. Yadin war Mitglied des israelischen Justizausschusses.
Yadin war ab 1951 zusätzlich als Dozent für Körperschaftsrecht, Verfassungsrecht und Rechtsvergleichung an der Hebräischen Universität Jerusalem tätig, die ihn 1970 als Visiting Associate Professor berief. Yadin war Mitgründer und zeitweise Herausgeber des Israel Law Review. Er hat eine Vielzahl von Untersuchungen und Schriften veröffentlicht.

## Schriften (Auswahl)
- Einleitung zu The Israeli criminal procedure law, 1925-1965. South Hackensack, N.J.: Rothman, 1967